# Ictinogomphus dundoensis
Ictinogomphus dundoensis – gatunek ważki z rodziny gadziogłówkowatych (Gomphidae). Występuje w Afryce – stwierdzony we wschodniej Angoli, północnej Botswanie, południowej Demokratycznej Republice Konga, północno-wschodniej Namibii i Zambii.